# Edouard Delpero
Edouard Delpero est un surfeur professionnel français, né à Marseille le 26 février 1990. Free surfeur et surfeur en compétition, il pratique majoritairement deux disciplines à niveau Européen et International : le Shortboard et le Longboard.  

## Biographie
Edouard Delpero est né à Marseille le 26 février 1990, où il y a vécu son enfance jusqu'à ses 14 ans. Il décide ensuite de suivre les traces de son frère Antoine et intègre le Pôle France Surf à Bayonne. Il vient s'installer dans le Pays basque, à Biarritz, pour mener conjointement les entrainements sportifs et ses études. Il fait ensuite partie d'une formation spécialisée pour les sportifs de haut niveau au sein de Grenoble École de management. Celle-ci finira en août 2016.
S'il évolue sur le circuit National et Européen en Shortboard, Edouard fait partie du World Longboard Tour organisé par la World Surf League (WLT = 32 meilleurs longboardeurs mondiaux). Après s'y être qualifié pour la première fois en 2011, il s'est classé 5e en 2012 pour sa deuxième année sur le circuit.
Favori, il est sacré champion d'Europe de longboard en 2015,,.
Le 1er mai 2025 il remporte son 1er titre de champion du monde ISA de longboard au Salvador, mettant fin à une série de 3 échecs en finale de la compétition en 2019, 2023 et 2024.

## Palmarès
Shortboard:
- 2011, 2013 : Vice Champion de France

Longboard:
- 2008 : Champion de France Junior (-18ans) / Champion d'Europe Junior (-18ans)
- 2011, 2012, 2013 : Champion de France
- 2012 : 5e sur le Circuit Mondial de Longboard WSL
- 2013 : Champion du Monde de Longboard ISA par équipe (5e place individuelle)
- 2014 : Champion d'Europe WSL (World Surf League)
- 2015 : Champion d'Europe WSL
- 2019, 2023, 2025 : Champion du Monde de Longboard ISA par équipe
- 2025 : Champion du Monde de Longboard ISA